# Бучумский монастырь
Бучумский монастырь, монастырь Бучум (рум. Mănăstirea Bucium) в честь всех святых — мужской монастырь Ясской архиепископии Румынской православной церкви в городе Яссы.
В 1853 году иеросхимонахи Нифон и Нектарий с афонского скита Продром основали небольшой скит. Господарь Григорий Александр Гика пожертвовал 3000 галбенов и 4,1 га земли. Первая церковь освящена в 1871 году, была четырёхугольной без башен и внешним видом напоминала скорее часовню. До 1918 года был известен как «Метох» или «Бучумский конак». Скит значительно расширился после покупки у принцессы Иоаны Розетти Розновану 22 га земли, включавшие несколько построек.
Между 1950 и 1977 годами при митрополитах Севастиане (Русане) и Иустине (Моисеску) скитская церковь была расширена, а также расписана художником Василе Паску. В 1967 году по завершении росписи храм был заново освящён. В 1993 году по благословению митрополита Молдавского и Буковинского Даниила и решению Священного синода Румынской православной церкви скит преобразован в монастырь. В 2018 году настоятелем монастыря назначен архимандрит Никодим (Петре).